# Clarence G. Burton
Clarence Godber Burton (* 14. Dezember 1886 in Providence, Rhode Island; † 18. Januar 1982 in Lynchburg, Virginia) war ein US-amerikanischer Politiker. Zwischen 1948 und 1953 vertrat er den Bundesstaat Virginia im US-Repräsentantenhaus.

## Werdegang
Noch in seiner frühen Kindheit zog Clarence Burton mit seinen Eltern nach Lynchburg. Er besuchte die öffentlichen Schulen seiner neuen Heimat sowie das Piedmont Business College. Danach arbeitete er in der Strumpfwarenindustrie. Im Jahr 1907 wurde er Schatzmeister und 1921 Präsident einer in dieser Branche tätigen Firma. Außerdem war er im Bankgewerbe und in der Viehzucht engagiert. Zwischen 1938 und 1943 gehörte Burton den Schulausschuss von Lynchburg an. Von 1942 bis 1948 saß er im Gemeinderat; zwischen 1946 und 1948 amtierte er als Bürgermeister dieser Stadt. Politisch war er Mitglied der Demokratischen Partei.
Nach dem Rücktritt des Abgeordneten James Lindsay Almond wurde Burton bei der fälligen Nachwahl für den sechsten Sitz von Virginia als dessen Nachfolger in das US-Repräsentantenhaus in Washington, D.C. gewählt, wo er am 2. November 1948 sein neues Mandat antrat. Nach zwei Wiederwahlen konnte er bis zum 3. Januar 1953 im Kongress verbleiben. Diese Zeit war von den Ereignissen des Kalten Krieges und des Koreakrieges geprägt. Im Jahr 1952 wurde Burton nicht wiedergewählt.
Nach dem Ende seiner Zeit im US-Repräsentantenhaus war Clarence Burton Vorstandsvorsitzender der Firma Lynchburg Hosiery Mills Inc. Bereits von 1924 bis 1968 war er einer der Direktoren der American Federal Savings and Loan Association. Er starb am 18. Januar 1982 in Lynchburg.